# 1928 Summa
Az 1928 Summa (ideiglenes jelöléssel 1938 SO) a Naprendszer kisbolygóövében található aszteroida. Yrjö Väisälä fedezte fel 1938. szeptember 21-én.